# Rainer Hagencord
Rainer Hagencord (* 9. September 1961 in Ahlen, Kreis Warendorf) ist römisch-katholischer Priester und Zoologe. Er leitet – gemeinsam mit Anton Rotzetter bis zu dessen Tod im Jahr 2016 – das Institut für Theologische Zoologie in Münster.

## Leben
Hagencord studierte von 1980 bis 1985 Katholische Theologie in Münster und Freiburg im Üechtland (Schweiz) und wurde 1987 zum Priester geweiht. Nach vierjähriger seelsorglicher Arbeit studierte er Biologie und Philosophie in Münster und schloss mit dem Staatsexamen ab. Studienschwerpunkt war die Verhaltensbiologie.
1996 bis 2000 war er Hochschulpfarrer in Münster und hat in dieser Zeit das interdisziplinäre Gespräch zwischen Theologie und Biologie in der Gemeinde etabliert. Hier entstand auch die Idee für sein Promotionsvorhaben bei Norbert Sachser vom Institut für Neuro- und Verhaltensbiologie und Klaus Müller vom Seminar für philosophische Grundfragen der Theologie mit dem Titel „Das Tier: Eine Herausforderung für die christliche Anthropologie. Theologische und verhaltensbiologische Argumente für einen Perspektivenwechsel“. Hagencord sieht in Tieren Mitgeschöpfe des Menschen und lebt vegetarisch. Die Enzyklika Laudato si' von Papst Franziskus lobte er für die darin enthaltene Forderung, „dass wir uns endlich davon verabschieden müssen, nur den Menschen in den Mittelpunkt zu stellen“. Des Weiteren spricht sich Hagencord für eine „ökologische Spiritualität“ aus. Das Artensterben sei nicht nur eine politische Herausforderung, sondern auch eine religiöse.
Im Zusammenhang mit der COVID-19-Pandemie sprach sich Hagencord dafür aus, über „den Eigenwert der Tiere und eine völlig andere Tierhaltung in der Landwirtschaft“ nachzudenken, die sich an „Artenvielfalt statt Profitmaximierung“ orientiere. Er ist sich „absolut sicher, dass ein nächstes Virus entweder aus der industriellen Tierhaltung aus den Mastanlagen kommt, oder wieder mal aus Regionen, wo wir gnadenlos die Lebensräume der Tiere vernichten“.
Hagencord wurde 2002 vom Bischof von Münster, Reinhard Lettmann, für die Mitarbeit am Institut für Neuro- und Verhaltensbiologie der Westfälischen Wilhelms-Universität in Münster freigestellt. Von 2006 bis 2009 war Hagencord geistlicher Rektor des Cusanuswerks.
Anton Rotzetter und Rainer Hagencord gründeten 2009 das Institut für Theologische Zoologie. Es bietet den ersten Studiengang mit einer Verbindung von Theologie und Naturwissenschaft. Das Institut wurde im November 2020 mit einer Auszeichnung der Dekade für biologische Vielfalt der Vereinten Nationen geehrt.

## Veröffentlichungen
Monografien
- Diesseits von Eden. Verhaltensbiologische und theologische Argumente für eine neue Sicht der Tiere. Verlag Friedrich Pustet, Regensburg 2005, ISBN 978-3-7917-1958-0.
- Gott und die Tiere. Ein Perspektivenwechsel. Topos plus, Regensburg 2018, ISBN 978-3-8367-0047-4.
- Noahs vergessene Gefährten. Matthias-Grünewald-Verlag, Mainz 2010, ISBN 978-3-7867-2835-1.
- Wenn sich Tiere in der Theologie tummeln: Ansätze einer theologischen Zoologie. Verlag Friedrich Pustet, Regensburg 2010, ISBN 978-3-7917-2287-0 (mit einem Beitrag von Jane Goodall).
- Die Würde der Tiere. Eine religiöse Wertschätzung. Gütersloher Verlagshaus, Gütersloh 2011, ISBN 978-3-579-06564-9.
- mit Markus Bürger und Sebastian Jendt: EinFach Religion: Christliche Tierethik. Schöningh Verlag im Westermann Schulbuch, Paderborn 2017, ISBN 978-3-14-053619-6.
- mit Marion Menke, Guido Huck und Heinrich Greving, Mensch und Tier im Team: Therapiebegleitung mit Hunden. Kohlhammer, Stuttgart 2018, ISBN 978-3-17-033052-8.

Aufsätze
- Von Bileams Eselin und Josefs Kater. in: C. Lücking-Michel, S. Raueiser (Hrsg.): Drei Religionen – ein Heiliges Land. Festschrift anlässlich des 70. Geburtstages von Prof. Dr. Josef Wohlmuth, Köln 2008, S. 161–169.
- Das Tier – immer noch: Diesseits von Eden. In: Bibel heute. Tier und Mensch. Biblische Impulse, 2. Quartal 2006.
- Christliche Gestaltpädagogik als Reformpädagogik – Ein Erfahrungsbericht aus der ehemaligen DDR. In: Zeitschrift für Integrative Gestaltpädagogik und Seelsorge Nr. 43 – Dezember 2006
- Gestalt gewinnen – im Blick auf die Tiere. In: A. Höfer, K. Steiner, F. Feiner: Handbuch der Integrativen Gestaltpädagogik und Seelsorge, Beratung und Supervision, Teil II., Bildhaft glauben und sich ändern. Werdenfels 2005, ISBN 3-902085-04-5.
- Ich finde Dich in allen diesen Dingen. Sieben Wochen für Leib und Seele. Schwabenverlag, Stuttgart 2005, ISBN 3-79661198-2.
- Spirituelle Aspekte der Gestalttherapie. In: Höfer, A., Steiner, K., Handbuch der Integrativen Gestaltpädagogik und Seelsorge, Beratung und Supervision, Teil I., Unser Menschenbild, Werdenfels 2004
- Diakonat der Frau: eine heilsame Vitalisierung unserer Kirche. In: Kubera, U., Patt, S. (Hrsg. im Auftrag des Netzwerkes Diakonat der Frau), Brannte nicht unser Herz? Der erste Diakonatskreis für Frauen, Stuttgart 2004

Rezensionen
- Darwin und Gott. Das Verhältnis von Evolution und Religion. Hrsg. U. Lüke, J. Schnakenburg, G. Souvignier. Darmstadt 2004. In: Theologische Revue, Nr. 1, 2005
- Menschenrechte für Menschenaffen? Was Tier und Mensch unterscheidet. Hrsg. M. Herberhold, C. Söling. Paderborn 2003. In: Theologische Revue Nr. 5, 2005